# Order Wolności (Albania)
Order Wolności (alb. Urdhёri i Lirisё) – albański order wojskowy, trzecie według starszeństwa odznaczenie w Albańskiej Republice Ludowej (1945–1990).

## Historia
Odznaczenie zostało ustanowione w dniu 13 października 1945 roku przez rząd Albańskiej Republiki Ludowej dla wyróżnienia żołnierzy i obywateli cywilnych za wybitne zasługi w wyzwoleniu Albanii spod okupacji włoskiej i niemieckiej w czasie II wojny światowej oraz osób, które w szczególny sposób wyróżniły się w budowie ludowego państwa.
Order posiadał trzy klasy.
Był nadawany w okresie od 1945 do 1990 roku.

## Zasady nadawania
Odznaczenie było przyznawane w latach 1945 – 1990:
- Osobom, zarówno wojskowym i cywilnym za wybitne zasługi w wyzwoleniu Albanii spod okupacji włoskiej i niemieckiej w czasie II wojny światowej.
- Osobom, które po wyzwoleniu Albanii zasłużyły się w budowie ludowego państwa.

Łącznie w latach 1945–1990 nadano łącznie 806 odznaczeń (w tym kl. I – 62, kl. II – 225 i kl. III – 519).

## Opis odznaki
Odznaką orderu jest pięciokąt foremny, na który nałożona jest pięcioramienna gwiazda w środku której jest okrąg, wewnątrz którego jest postać kobiety, symbolizująca wolność, rozrywająca w rękach łańcuch. Postać kobiety jest otoczona stylizowanym wieńcem. Rewers jest gładki.
Odznaka była mocowana bezpośrednio za pomocą śruby z okrągłą nakrętką do munduru lub ubrania.
Order kl. I wykonany był ze srebra i pozłacany. Widoczne ramiona gwiazdy pokryte były czerwoną emalią, okrąg w środku był w kolorze srebra. Odznaka orderu kl. II wykonana była ze srebra, natomiast kl. III z tombaku, w obu przypadkach gwiazda była pokryta czerwoną emalią, a w kl. III okrąg z postacią kobiety był posrebrzany.
W latach 1945–1951 order był produkowany w Jugosławii i wyróżnia go napis określający wytwórnię, zapisany cyrylicą na zakrętce, a po 1952 roku egzemplarze bito w wytwórni PRÄWENA w NRD; te na zakrętce mają nazwę wytwórni w języku łacińskim.
Baretka orderu ma kolor czerwony z paskiem w kolorze żółtym dla kl. I, dwoma paskami dla kl. II i trzema dla kl. III.